# Chlorbenzol
Chlorbenzol (C6H5Cl, Monochlorbenzol) ist ein aromatischer Halogenkohlenwasserstoff. Das Molekül ist wie Benzol aufgebaut, eines der sechs Wasserstoff-Atome des Benzols ist durch ein Chlor-Atom substituiert.

## Darstellung
Chlorbenzol entsteht beim Chlorieren von Benzol mit Chlor in Gegenwart von Eisen oder Eisenchlorid. Dabei entsteht auch das Nebenprodukt 1,4-Dichlorbenzol.

## Eigenschaften

### Physikalische Eigenschaften
Chlorbenzol ist eine farblose Flüssigkeit, die unter Normaldruck bei 132 °C siedet. Die Dampfdruckfunktion ergibt sich nach Antoine entsprechend log10(P) = A−(B/(T+C)) (P in kPa, T in K) mit A = 4,11083, B = 1435,675 und C = −55,124 im Temperaturbereich von 335 K bis 405 K.
Wichtige thermodynamische Größen werden in der folgenden Tabelle gegeben:
| Eigenschaft               | Typ                | Wert [Einheit]                                   | Bemerkungen                |
| ------------------------- | ------------------ | ------------------------------------------------ | -------------------------- |
| Standardbildungsenthalpie | ΔfH0liquid ΔfH0gas | 11,5 kJ·mol−1 54,42 kJ·mol−1                     | als Flüssigkeit als Gas    |
| Verbrennungsenthalpie     | ΔcH0liquid         | −3112,7 kJ·mol−1                                 | als Flüssigkeit            |
| Wärmekapazität            | cp                 | 152,1 J·mol−1·K−1 (25 °C) 1,35 J·g−1·K−1 (25 °C) | als Flüssigkeit            |
| Kritische Temperatur      | Tc                 | 632,35 K                                         |                            |
| Kritischer Druck          | pc                 | 45,191 bar                                       |                            |
| Kritische Dichte          | ρc                 | 3,24 mol·l−1                                     |                            |
| Schmelzenthalpie          | ΔfH                | 9,55 kJ·mol−1                                    | beim Schmelzpunkt          |
| Verdampfungsenthalpie     | ΔVH                | 35,19 kJ·mol−1                                   | beim Normaldrucksiedepunkt |

### Sicherheitstechnische Kenngrößen
Chlorbenzol bildet leicht entzündliche Dampf-Luft-Gemische. Die Verbindung hat einen Flammpunkt bei 28 °C. Der Explosionsbereich liegt zwischen 1,3 Vol.-% (60 g/m3) als untere Explosionsgrenze (UEG) und 11 Vol.-% (520 g/m3) als obere Explosionsgrenze (OEG). Eine Korrelation der unteren Explosionsgrenze mit der Dampfdruckfunktion ergibt einen unteren Explosionspunkt von 24 °C. Der maximale Explosionsdruck beträgt 6,6 bar. Die Zündtemperatur liegt bei 590 °C. Der Stoff fällt somit in die Temperaturklasse T1.

## Verwendung
Chlorbenzol wird als Lösungsmittel verwendet für Öle, Fette, Harze, Kautschuk, Ethylcellulose und Phenolharze. Es dient auch als Wärmeübertragungsmittel sowie als Edukt bei der Produktion von bestimmten Silikonen (Phenylsiloxanen). Bei der Herstellung von Insektiziden, Farbstoffen, Arzneimitteln und  Duftstoffen entsteht es als Zwischenprodukt.
In den USA dient es zur Herstellung von Schleifscheiben. In Deutschland wird für diesen Zweck Naphthalin verwendet.

## Umwelt und Toxikologie
Chlorbenzol ist, wie die meisten halogenierten Aromaten, biologisch schwer abbaubar. Es reichert sich in der Natur in Gewässersedimenten an und wird über das Trinkwasser von Mensch und Tier aufgenommen. Im tierischen Gewebe wird es in Fettgewebe und Leber angesammelt. Es wirkt lähmend, indem es das Nervengewebe angreift. Die Schädigung von Föten ist möglich.  Auch wirkt es stark hautreizend. Die Dämpfe wirken betäubend und sind nervenschädlich. Der Arbeitsplatzgrenzwert nach TRGS 900 beträgt 10 ml·m−3 bzw. 47 mg·m−3.
Das leicht nachweisbare Chlorbenzol wird in der Umwelttechnik als Indikatorsubstanz für die Anwesenheit der wesentlich giftigeren und schwerer nachweisbaren Dioxine verwendet.
Neue Verfahren zum Abbau des Chlorbenzols in der Umwelt nutzen die Fähigkeit von Mikroorganismen, halogenierte Aromaten bei Anwesenheit von überschüssigem Luftsauerstoff zersetzen zu können, indem in belastete Gebiete (Böden, Gewässer) Luft eingeblasen wird.
Chlorbenzol wurde 2023 von der EU gemäß der Verordnung (EG) Nr. 1907/2006 (REACH) im Rahmen der Stoffbewertung in den fortlaufenden Aktionsplan der Gemeinschaft (CoRAP) aufgenommen. Hierbei werden die Auswirkungen des Stoffs auf die menschliche Gesundheit bzw. die Umwelt neu bewertet und ggf. Folgemaßnahmen eingeleitet. Ursächlich für die Aufnahme von Chlorbenzol waren die Besorgnisse bezüglich Exposition von Arbeitnehmern, hoher (aggregierter) Tonnage und weit verbreiteter Verwendung sowie der möglichen Gefahren durch mutagene und reproduktionstoxische Eigenschaften sowie als potentieller endokriner Disruptor. Die Neubewertung läuft seit 2023 und wird von den Niederlanden durchgeführt.